# Nick e Nora Charles
Nick e Nora Charles sono una coppia di investigatori immaginari creata dallo scrittore statunitense Dashiell Hammett. I due compaiono per la prima volta nel romanzo L'uomo ombra, pubblicato nel 1934. I personaggi sono stati successivamente adattati per il cinema in una serie di film tra il 1934 e il 1947. 

## I personaggi
La principale innovazione che distingue il romanzo L'uomo ombra dai precedenti lavori di Hammett è la presenza di una coppia di investigatori e di un'atmosfera di relativa leggerezza e umorismo.
Nick è un ex detective privato di origini greche che ha sposato Nora, una ricca ereditiera di San Francisco;  in seguito alla morte del suocero, avvenuta dopo un anno di matrimonio, Nick si è ritirato dall'attività investigativa per prendere in mano gli affari del defunto. La coppia conduce una brillante vita mondana, non ha figli e possiede una cagnetta, a cui Nora è molto affezionata. Durante una vacanza a New York insieme alla moglie, Nick incontra la figlia di un suo ex cliente, che gli chiede di rintracciare il padre scomparso. Nick è riluttante, ma Nora lo convince ad occuparsene. Il caso si complica, trasformandosi in un'indagine su un omicidio: Nick e Nora indagano scambiandosi battute taglienti e intelligenti. Hammett ha modellato il personaggio di Nora sulla sua compagna Lillian Hellman, mentre per il personaggio di Nick si è ispirato a se stesso (Nick era un detective dell'Agenzia Pinkerton, dove aveva lavorato lo stesso Hammett).

## Film
Dal romanzo è stato ricavato il film L'uomo ombra, uscito nel 1934 e interpretato da William Powell e Myrna Loy. Il film ha dato vita ad una celebre serie. I film successivi furono Dopo l'uomo ombra (1936), Si riparla dell'uomo ombra (1939), L'ombra dell'uomo ombra (1941), L'uomo ombra torna a casa (1945) e Il canto dell'uomo ombra (1947).

## Citazioni e omaggi
Nel film del 1976 Invito a cena con delitto è presente la coppia di investigatori Dick e Dora Charleston (interpretata da David Niven e Maggie Smith), parodia della coppia Nick e Nora Charles.